# USS Saipan (LHA-2)
USS Saipan (LHA-2) – amerykański okręt desantowy typu Tarawa, zwodowany 18 lipca 1974 roku w stoczni Ingalls Shipbuilding w Pascagoula w stanie Missisipi. Wszedł do służby w amerykańskiej marynarce wojennej 15 października 1977 roku. Okręt przeznaczony był do wsparcia operacji desantowych prowadzonych przez amerykański Korpus Piechoty Morskiej. Wycofany ze służby 25 kwietnia 2007 roku.
Okręt o wyporności 39 300 ton, zdolny był do transportu na brzeg 1800 żołnierzy oraz udzielania im wsparcia powietrznego za pomocą 35 śmigłowców i 8 samolotów AV-8B Harrier II.